# Acklinga församling
Acklinga församling var en församling i Skara stift och i Tidaholms kommun. Församlingen uppgick 2010 i Varvs församling. 

## Administrativ historik
Församlingen har medeltida ursprung. 
Församlingen var från 1400-talet till 1 maj 1921 moderförsamling i pastoratet Acklinga, Agnetorp och Baltak som från 1900 även omfattade Tidaholms församling. Från 1 maj 1921 till 1992 var den annexförsamling i pastoratet Tidaholm, Acklinga, Agnetorp och Baltak, för att därefter till 2010 ingå i Tidaholms pastorat. Församlingen uppgick 2010 i Varvs församling.

## Kyrkor
- Acklinga kyrka